# Samling (ridsport)
För albumet av Bo Kaspers orkester, se Samling (musikalbum).
Samling är inom ridsport och främst dressyrridning konsten att samla en häst. Detta görs på följande vis enligt Tävlingsreglementet (TR):
1. Halsens och nackens resning skall anpassas efter hästens utbildningsståndpunkt och så att huvudet närmar sig lodplanet med nosen något framför lodlinjen genom ögat.
2. Samling uppnås och utvecklas genom att bakbenen med mjukt böjda leder engageras framåt under hästens kropp, varvid en tyngdpunktsförflyttning sker framifrån och bakåt. Detta åstadkommes genom att ryttaren under korta men ofta upprepade moment aktiverar sina framåtdrivande hjälper (säte och skänklar). Därvid drives hästen framåt mot en mer eller mindre stillastående hand, som fångar upp en del av rörelsen framåt för att åstadkomma eftergift i bakben, rygg, hals och nacke och därmed en efter hästens utbildningsståndpunkt och byggnad väl avvägd resning av hals och huvud. Med andra ord "stämmes hästen av" mellan ryttarens framåtdrivande och förhållande hjälper, varvid s.a.s. en del av rörelsen framåt "släppes igenom" så mycket att hästen bringas röra sig i just det tempo, som ger dess gång avsedd takt och balans. Samling erhålles således ej genom ett förkortande av tempot genom en enbart förhållande eller dragande hand, utan i stället genom ökad framåtdrivande inverkan med säte och skänklar mot en mjukt förhållande, uppsamlande och avstämmande hand med syfte att engagera bakbenen djupare under hästens kropp. Samling får sålunda ej förväxlas med långsamt tempo.[1]